# Бражник ливорнский
Бражник ливорнский (лат. Hyles livornica) — бабочка из семейства бражников (Sphingidae).

## Замечания по систематике

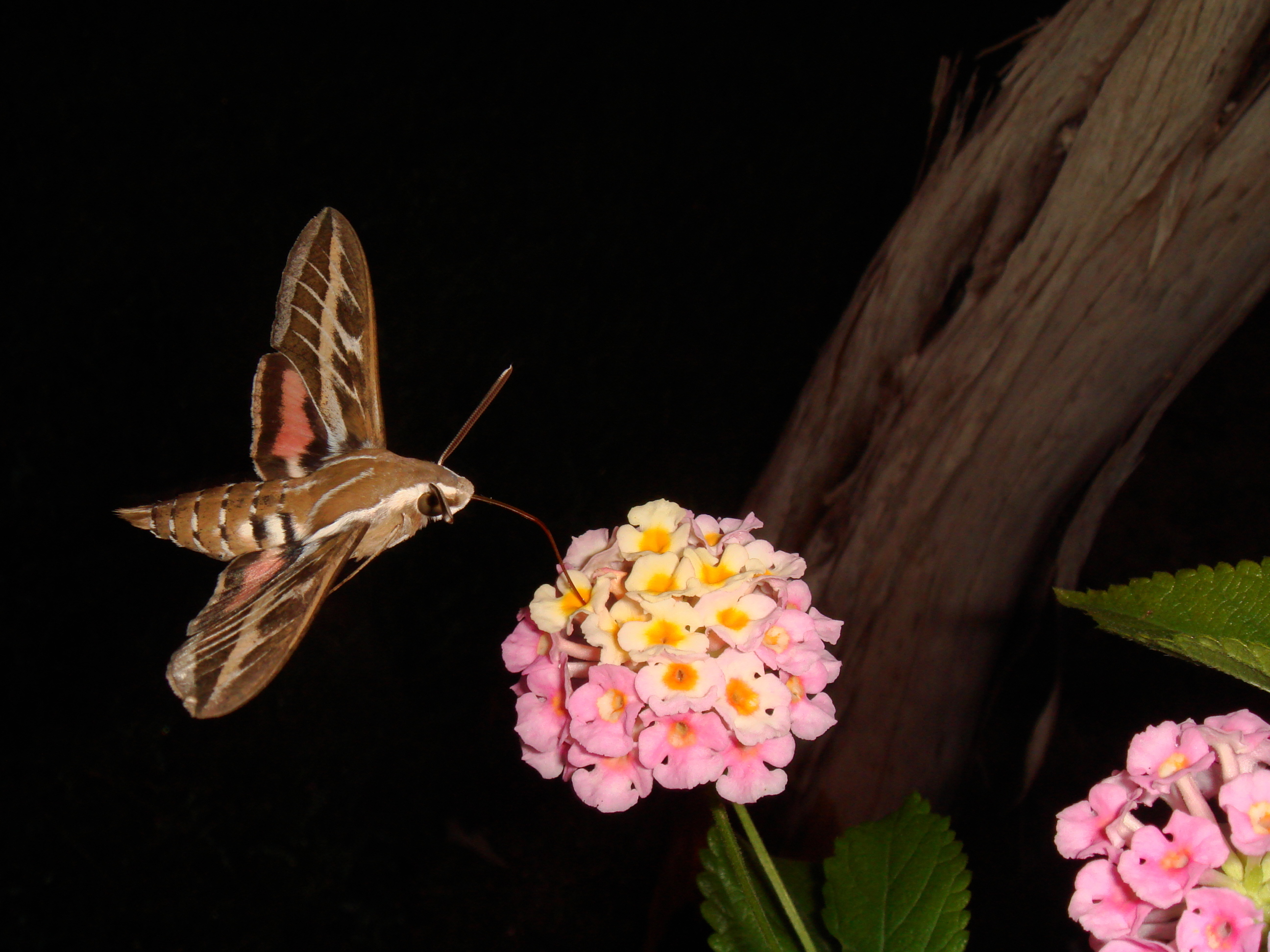
Питающийся в полёте бражник

Ранее Hyles livornica считался единым таксоном с североамериканским Hyles lineata (Fabricius, 1775) и рассматривался его вариацией либо подвидом. Таким образом, Hyles livornica под названием Hyles lineata приводился в старой литературе, посвящённой чешуекрылым Европы. Только в конце XX века было определено, что данные таксоны представляют собой два разных вида.
Морфологические различия между ними были хорошо описаны Eitschberger & Steiniger (1976). Различия в ареалах рассматриваются Haxaire (1993).

## Описание
Размах крыльев 60—85 мм. Передние крылья оливково-бурые или оливково-коричневые с белыми жилками и с белой полоской от вершины крыла к внутреннему краю крыла. Задние крылья розового цвета с черными передним и задним краями. На переднеспинке имеются 2 белые продольные полосы. Кончики усов — белые. На передней половине брюшка чередуются по 3 чёрные и белые поперечные полосы.

## Ареал
Северная Африка, Южная Европа, Крым, юг европейской части России, Кавказ, Средняя Азия, Казахстан, Монголия, Китай, Индия. Активно мигрирующий вид. Три залетевшие особи отловлены на юге Западной Сибири (Новосибирская область: Новосибирск в 1952 году, Ордынское в 1953 году); другие находки из азиатской части России не известны.

## Биология

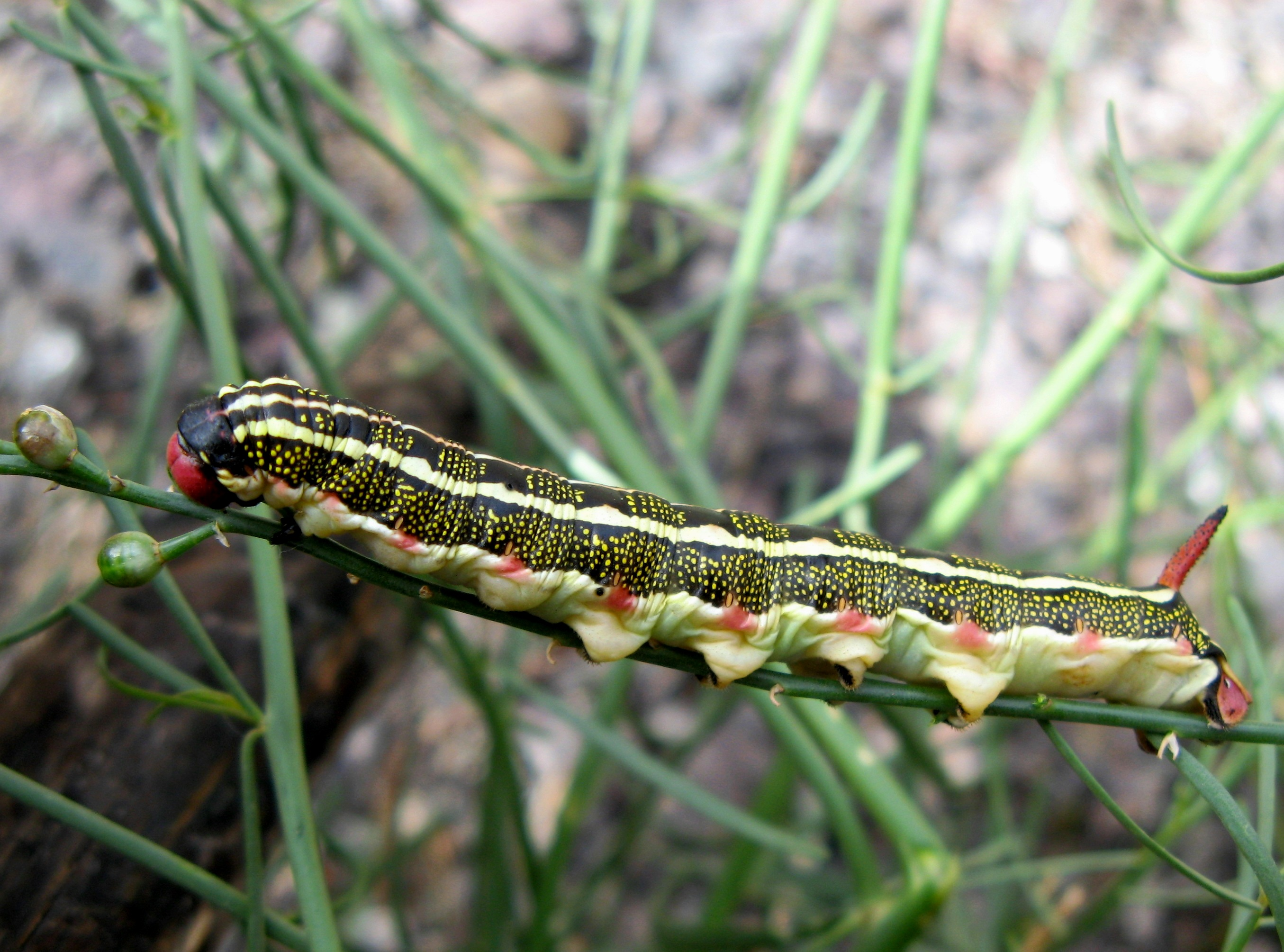
Гусеница

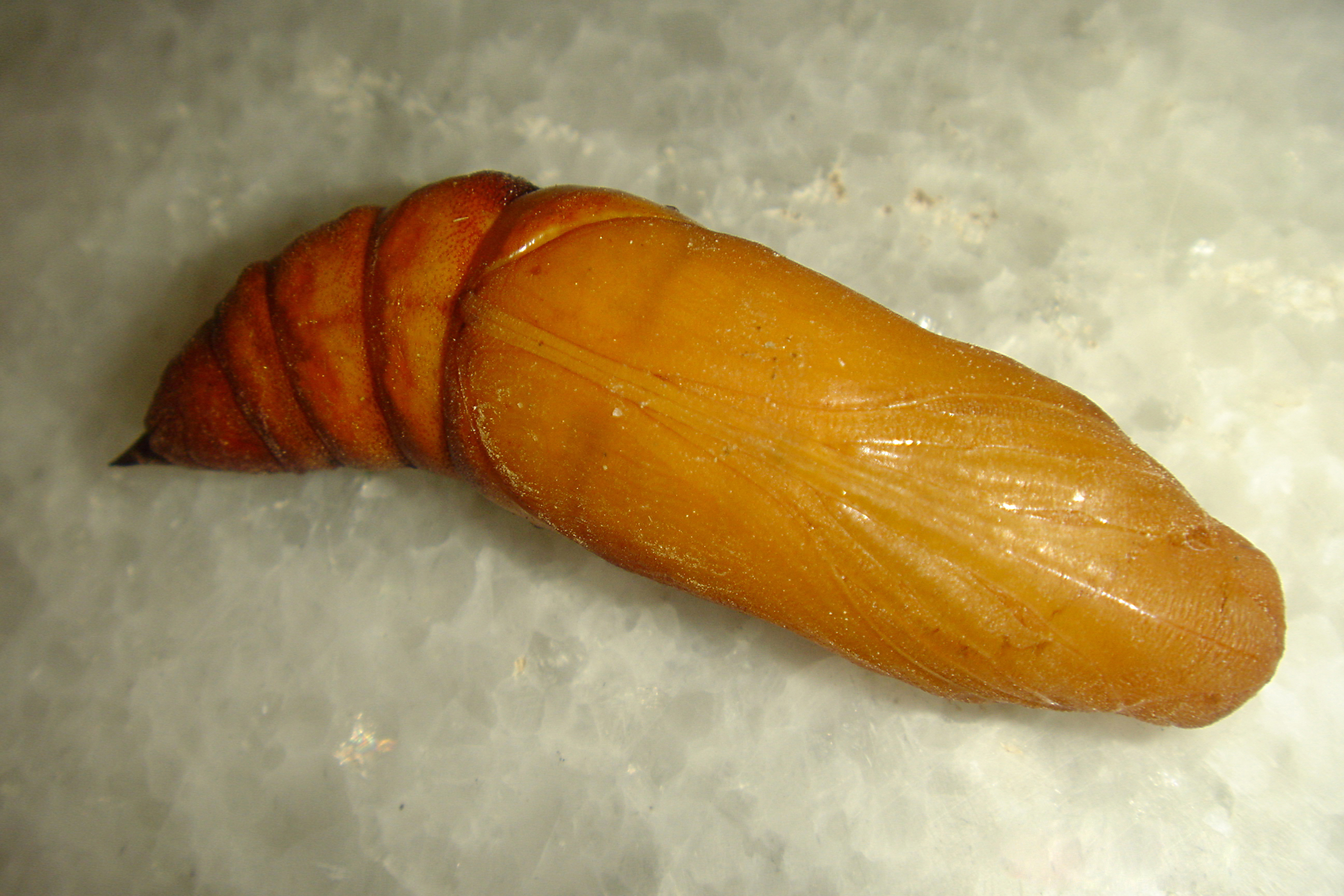
Куколка

Мигрант, развивающийся в нескольких поколениях, время лёта на юге ареала — с конца февраля по октябрь, с пиком в марте или апреле. Дальше на север мигранты и их потомство были зарегистрированы с конца мая по октябрь. Питается в сумерках на цветках. Ночью прилетает на свет.
Яйцо овальной формы, длиной 1 мм, зелёного цвета. гусеница к концу своего развития достигает длины 65-80 мм. Гусеница с жёлтым сетчатым узором на чёрном фоне и узкой жёлтой полосой на боку. На каждом сегменте тела по бокам имеется большое белое пятно на чёрном фоне. Рог на конце тела — красный. Кормовые растения гусениц: Epilobium, Rumex, Polygonum, в Северной Африке и Ближнем Востоке — Asphodelus. Куколка длиной 35-40 мм.